# Шахта «Рассвет»
Шахта Рассвет (укр. Шахта Світанок, Шахта Рассвєт) — крупная угольная шахта, расположенная на юго-востоке Украины, в Донецкой области, в городе Кировское, представляла собой одно из крупнейших угольных месторождений в стране, а её запасы оценивались в 14,3 миллиона тонн. Было дочерним предприятием ГХК «Октябрьуголь». Шахта была закрыта в 2012 году.